# Премія YUNA найкращому дуету
Премія «YUNA» найкращому дуету — щорічна українська щорічна національна професійна музична премія, заснована у 2011 році. Премія найкращому дуету вручається з другої церемонії вручення, на якій вшановувалися досягнення у музиці за 2012 рік. Рекордсменами за кількістю нагород у цій номінації є Джамала та Дмитро Шуров, кожен із яких переміг двічі (у тому числі, завдяки спільній пісні Злива, яку вони записали із Андрієм Хливнюком у 2015 році). Свою другу нагороду Шуров здобув у складі гурту Pianoбой.

## 2013—2022

### 2013
- Alyosha та Влад Дарвін — «Смысл жизни»[1]
  - Ірина Білик та ТіК — «Не цілуй»
  - Ірина Білик та Ольга Горбачова — «Не ревную»
  - Океан Ельзи та Бумбокс — «Це зі мною»
  - ТНМК та Mgzavrebi — «Qari Qris»

### 2014
- Ані Лорак та Григорій Лепс — «Зеркала»[2]
  - Друга Ріка та Віра Брежнєва — «Скажи»
  - ALLOISE та Фагот — «Who's The Fool»
  - Ірина Білик та ТіК — «Зима»
  - неАнгелы та A-Dessa — «Сирень»

### 2015
- LOBODA та Emin — «Смотришь в небо»[3]
  - Kazaky та The Hardkiss — «Strange Moves»
  - ВІА Гра та Вахтанг — «У меня появился другой»
  - Віталій Козловський та Юлія Думанська — «Тайна»
  - Іван Дорн, Кравц та DJ Insama — «Прониклась мной»

### 2016
- Андрій Хливнюк, Джамала та Дмитро Шуров — «Злива»[4]
  - «СКАЙ» та ALLOISE — «Знайду»
  - «Quest Pistols Show» та «MONATIK» — «Мокрая»
  - «Потап и Настя» та Б'янка — «Стиль собачки»
  - Тіна Кароль та учасники «Голос. Діти» — «Україна — це ти»

### 2017
- Джамала та «ДахаБраха» — «Заманили»[5]
  - «Brunettes Shoot Blondes» та «The Maneken» — «Go»
  - «Quest Pistols Show» та «Open Kids» — «Круче всех»
  - Костянтин Меладзе та Валерій Меладзе — «Мой брат»
  - MONATIK та L'One — «Сон»

### 2018
- Pianoбой та Morphom — «На вершині»[6]
  - Mozgi та Michelle Andrade — «Amor»
  - MONATIK та LOBODA — «Жарко»
  - Kishe та OSADCHUK — «Один день»
  - DZIDZIO та Оля Цибульська — «Чекаю. Цьом»

### 2019
- MARUV та Boosin Michael — «Drunk Groove»
  - MONATIK та Надя Дорофеєва — «Глубоко»
  - MONATIK та Ніна Матвієнко — «Цей день»
  - Олег Винник та Потап — «Найкращий день»
  - Бумбокс та The Gitas — «Тримай мене»

### 2020
- alyona alyona та Аліна Паш — «Падло»
  - Tayanna та Laud — «Без тебе»
  - «Бумбокс» та Тіна Кароль — «Безодня»
  - «The Maneken», «Onuka», «DakhaBrakha» та Катя Chilly — «Голос води»
  - Джамала та Jah Khalib — «Кохаю»

### 2021
- Тіна Кароль та Юлія Саніна — «Вільна»
  - Бумбокс та Крихітка — «Ангела»
  - Monatik та Віра Брежнєва — «ВЕЧЕРиНОЧКА»
  - БЕZ ОБМЕЖЕНЬ, KOZAK SYSTEM, СКАЙ, Артур Данієлян — «Героям»
  - «The Hardkiss» та Monatik — «Кобра»

### 2022
- Бумбокс & Саша Чемеров — «Любила»
  - Океан Ельзи & Один в каное — «Місто весни»
  - Kazka & Alekseev — «Поруч»
  - Олександр Пономарьов, DZIDZIO,  Alekseev, Артем Пивоваров — «Чому?»